# Otto Voll
Otto Voll (1884 - 1959) fue un horticultor y cactólogo alemán, especialmente conocido por su colección y clasificación de cactus.
Trabajó extensamente en Brasil, donde en el Invernadero de Cactus del Jardín Botánico de Río de Janeiro (creado durante la administración de Paulo Campos Oporto, 1931-1938), lo tuvo de curador a Otto Voll, quien comenzó la colección de especies exóticas con la ayuda de C. Backeberg, y posteriormente su director.